# Para que no se duerman mis sentidos
Para que no se duerman mis sentidos es el tercer álbum de estudio del cantautor español Manolo García como solista, fue lanzado al mercado el 7 de septiembre de 2004. Se comercializó en formato de caja recopilatoria, incluyendo un DVD con material audiovisual sobre las canciones del álbum.

## Lista de canciones

### Edición en CD
Todas las canciones escritas y compuestas por Manolo García, excepto tema 16 compuesto por Juan Carlos García. 
| N.º | Título                                | Duración |  |
| 1.  | «Una tarde de sol»                    | 4:42     |  |
| 2.  | «Para que no se duerman mis sentidos» | 3:53     |  |
| 3.  | «Sobre tus pasos»                     | 3:45     |  |
| 4.  | «Malva»                               | 4:18     |  |
| 5.  | «Niña Candela»                        | 3:54     |  |
| 6.  | «Sólo un poco»                        | 4:20     |  |
| 7.  | «En una playa calma»                  | 5:00     |  |
| 8.  | «Fragua de los Cuatro Vientos»        | 3:40     |  |
| 9.  | «Serena barca»                        | 3:56     |  |
| 10. | «Vive en mi un recuerdo»              | 4:21     |  |
| 11. | «Ardió mi memoria»                    | 4:16     |  |
| 12. | «En un estanque de libélulas»         | 4:05     |  |
| 13. | «Si te vienes conmigo»                | 3:43     |  |
| 14. | «Éramos»                              | 4:41     |  |
| 15. | «De libélulas»                        | 4:18     |  |
| 16. | «La Atunara» (Instrumental)           | 2:13     |  |

### Edición en Doble Vinilo
| Disco 1 · Cara A |                                       |          |  |
| N.º              | Título                                | Duración |  |
| 1.               | «Una tarde de sol»                    | 4:42     |  |
| 2.               | «Para que no se duerman mis sentidos» | 3:53     |  |
| 3.               | «Sobre tus pasos»                     | 3:44     |  |
| 4.               | «Malva»                               | 4:17     |  |

| Disco 1 · Cara B |                                |          |  |
| N.º              | Título                         | Duración |  |
| 1.               | «Niña Candela»                 | 3:54     |  |
| 2.               | «Sólo un poco»                 | 4:27     |  |
| 3.               | «En una playa en calma»        | 5:08     |  |
| 4.               | «Fragua de los cuatro vientos» | 3:38     |  |

| Disco 2 · Cara A |                               |          |  |
| N.º              | Título                        | Duración |  |
| 1.               | «Serena barca»                | 4:08     |  |
| 2.               | «Vive en mí un recuerdo»      | 4:30     |  |
| 3.               | «Ardió mi memoria»            | 4:15     |  |
| 4.               | «En un estanque de libélulas» | 3:13     |  |

| Disco 2 · Cara B |                             |          |  |
| N.º              | Título                      | Duración |  |
| 1.               | «Si te vienes conmigo»      | 4:03     |  |
| 2.               | «Éramos»                    | 4:48     |  |
| 3.               | «De libélulas»              | 4:27     |  |
| 4.               | «La Atunara» (Instrumental) | 2:16     |  |

- Datos: Q6060407